# 장연옥
장연옥(張蓮玉)은 조선민주주의인민공화국의 탁구 선수였다. 1983년 일본 동경 세계선수권대회에서 리분희, 김경선, 리성숙과 함께 단체 동메달을 획득하였다.